# David Engblom
David Engblom, född 2 juni 1977 i Solna, är en svensk före detta ishockeyspelare som spelade forward i AIK Hockey. Den 26 september 2008 gjorde han sin 566:e match för AIK och blev därmed den som spelat flest matcher för AIK. Tidigare rekordhållare var Anders Gozzi. Han var en av de få som var kvar i AIK Hockey när de av ekonomiska skäl degraderades till Division 1.